# Introbio
Introbio (lombardul: Introeubi) település Olaszországban, Lombardia régióban, Lecco megyében. Lakosainak száma 1918 fő (2023. január 1.). Introbio Gerola Alta, Premana, Valtorta, Barzio, Pasturo és Primaluna községekkel határos.

## Népesség
A település lakossága az elmúlt években az alábbi módon változott:
| Lakosok száma | 1993 | 1996 | 1918 |
|               | 2017 | 2018 | 2023 |